# Jüdischer Friedhof (Menden)

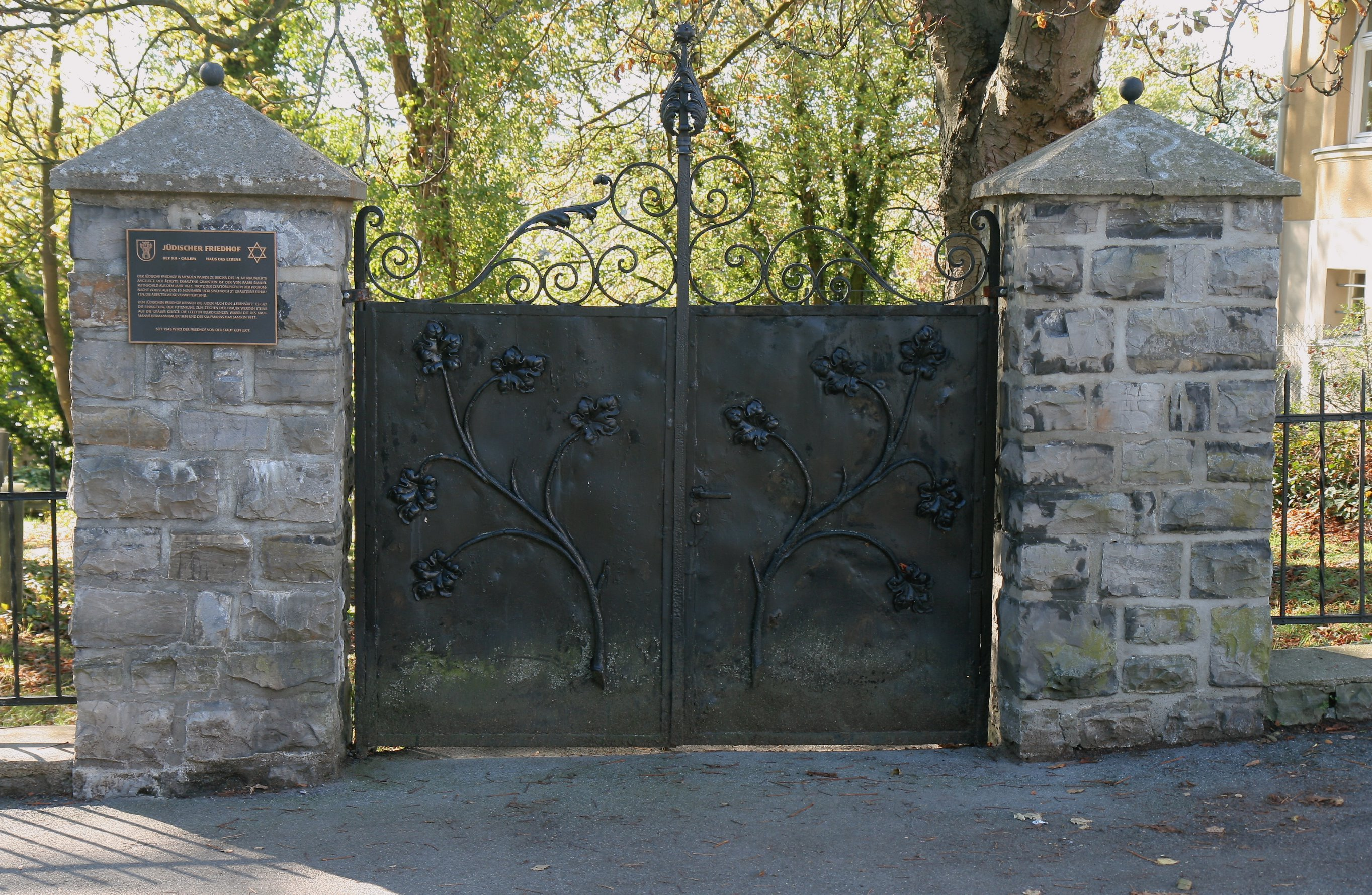
Neubarockes Schmiedeeisentor

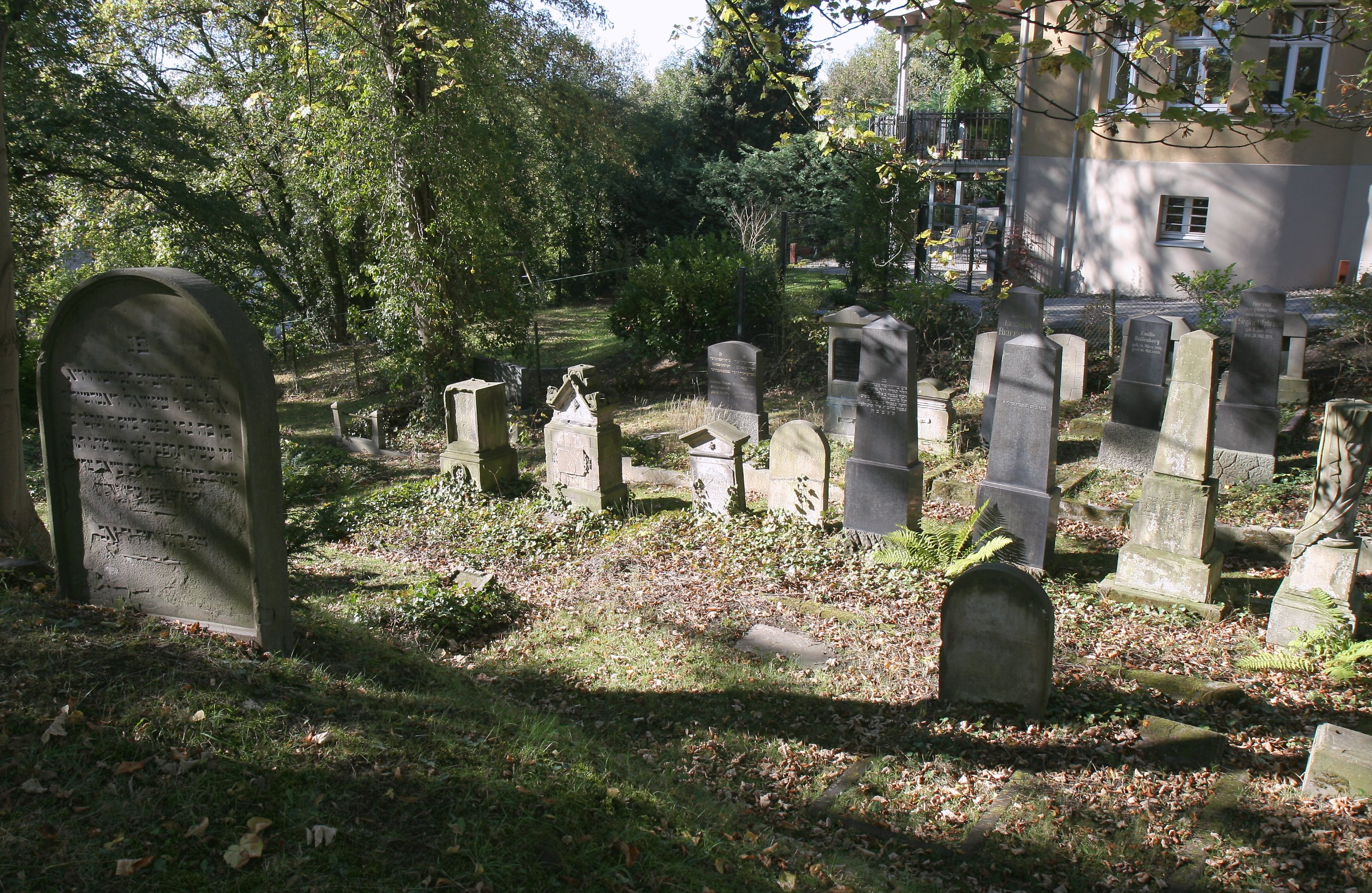
Der jüdische Friedhof

Der Jüdische Friedhof Menden ist ein jüdischer Friedhof in der Stadt Menden (Sauerland) im Märkischen Kreis. Er liegt Am Bromberken, Schwitter Weg/Ecke Nordwall und steht unter Denkmalschutz.
Der 1.332 m² große Friedhof diente der Jüdischen Gemeinde Menden von 1837 bis 1937 als Begräbnisplatz. Die 31 Grabsteine (Mazewot) stehen in Originalstellung und haben teilweise hebräische Inschriften.
Unter dem Friedhof ist ein Luftschutzkeller angelegt.